# 박광현 (가수)
박광현(1965년 6월 8일 ~ )은 대한민국의 가수, 작곡가이다. 